# ريكو ترو
ريكو هوما ترو (بالإنجليزية: Reiko Homma True)‏ (مواليد 1933) هي عالمة نفس أمريكية يابانية معروفة عالميًا. أستاذة علم النفس الفخري في جامعة أليانت الدولية في سان فرانسيسكو، كاليفورنيا. وهي مشهورة بجهودها في تطوير خدمات الصحة العقلية للأمريكيين الآسيويين والأقليات الأخرى. تجري دراسات بحثية لفحص المواقف العقلية والمكانة بين الأقليات في المجتمع، وتنشر أبحاثها في المجلات النفسية ذات السمعة الطيبة.